# Campagnac (Aveyron)
Campagnac (okzitanisch: Campanhac) ist eine französische Gemeinde mit 437 Einwohnern (Stand: 1. Januar 2022) im Département Aveyron in der Region Okzitanien. Sie gehört zum Arrondissement Rodez und zum Kanton Tarn et Causses. Die Einwohner werden Cabassols genannt.

## Geographie
Campagnac liegt im Tal des Flusses Lot im südlichen Zentralmassiv, zwischen der Hochebene Causse de Sévérac im Süden und der Aubrac im Norden. Die Landschaft ringsum wird auch Pays d’Olt genannt. Das Gemeindegebiet gehört zum Regionalen Naturpark Grands Causses. Umgeben wird Campagnac von den Nachbargemeinden Saint-Laurent-d’Olt im Norden, Banassac-Canilhac im Nordosten, La Tieule im Osten, Sévérac-le-Château im Süden, Lapanouse im Südwesten, Saint-Saturnin-de-Lenne im Westen sowie La Capelle-Bonance im Nordwesten.

## Verkehr
Durch den Südosten der Gemeinde führt die Autoroute A75. Der Bahnhof in der Gemeinde (Campagnac-Saint-Geniez) wird von TER-Zügen auf der Bahnstrecke Béziers–Neussargues bedient.

## Einwohnerentwicklung
| Jahr                       | 1962 | 1968 | 1975 | 1982 | 1990 | 1999 | 2006 | 2019 |
| Einwohner                  | 603  | 556  | 458  | 399  | 404  | 396  | 452  | 451  |
| Quellen: Cassini und INSEE |      |      |      |      |      |      |      |      |

## Sehenswürdigkeiten
- Kirche Saint-Cyr-et-Sainte-Julitte in Cagnac aus dem 11. Jahrhundert, seit 1980 Monument historique
- Kirche Sainte-Foy in Campagnac
- Herrenhaus von Beaufort

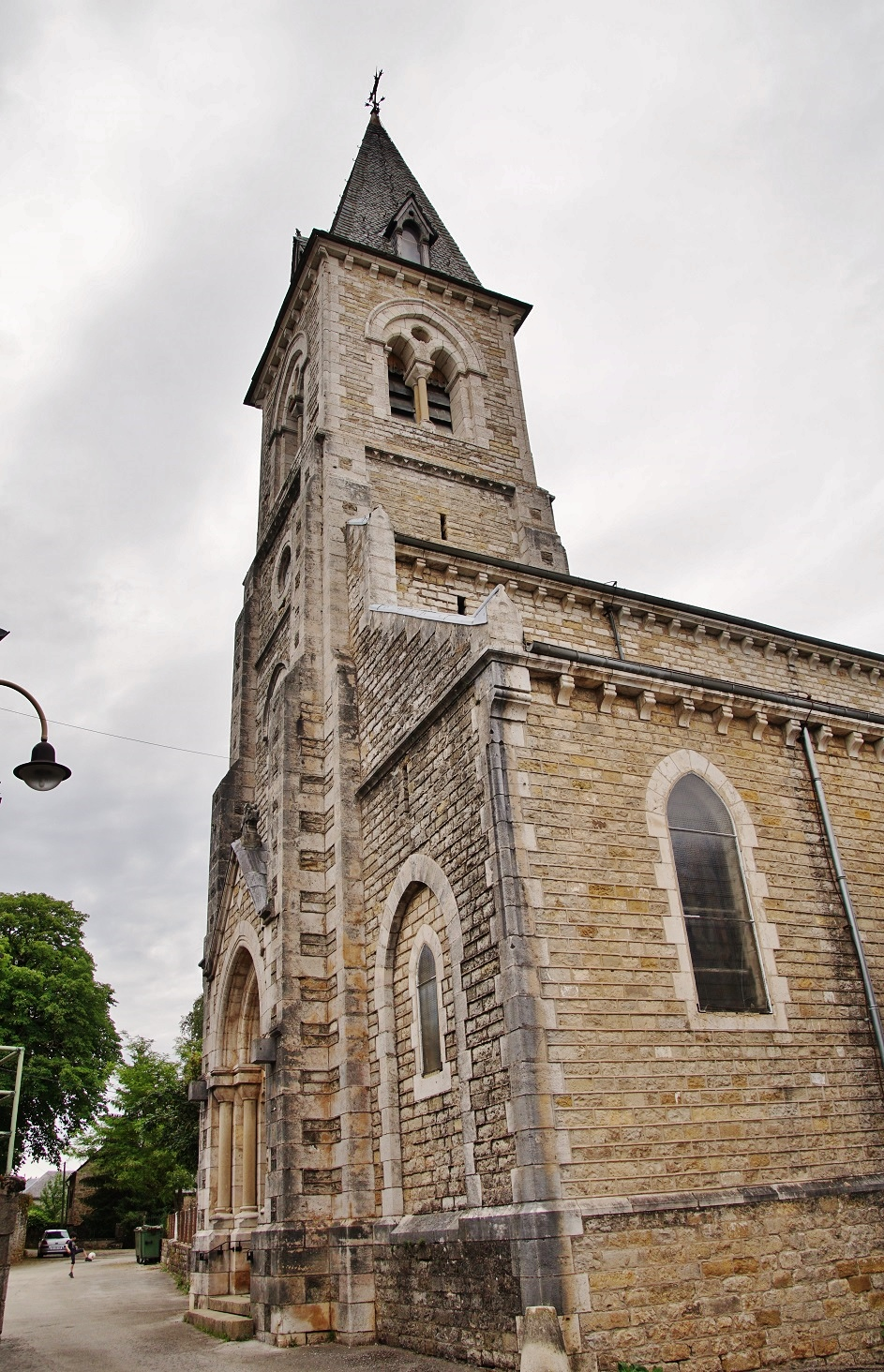
Kirche Sainte-Foy
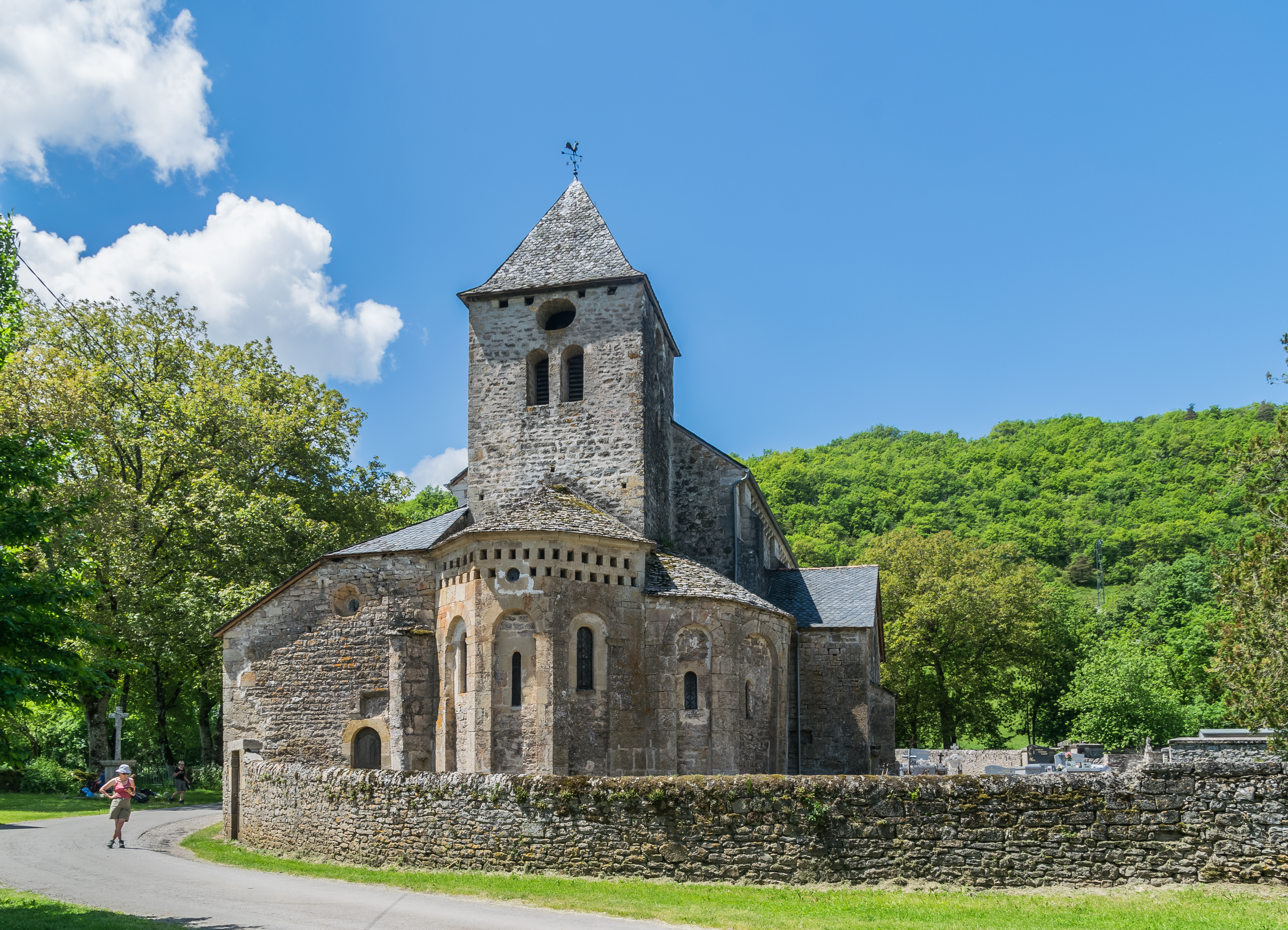
Kirche Saint-Cyr-et-Sainte-Julitte im Ortsteil Cagnac